# Zagórze (gromada w powiecie sokólskim)
Zagórze – dawna gromada, czyli najmniejsza jednostka podziału terytorialnego Polskiej Rzeczypospolitej Ludowej w latach 1954–1972.
Gromady, z gromadzkimi radami narodowymi (GRN) jako organami władzy najniższego stopnia na wsi, funkcjonowały od reformy reorganizującej administrację wiejską przeprowadzonej jesienią 1954 do momentu ich zniesienia z dniem 1 stycznia 1973, tym samym wypierając organizację gminną w latach 1954–1972.
Gromadę Zagórze z siedzibą GRN w Zagórzu utworzono – jako jedną z 8759 gromad – w powiecie sokólskim w woj. białostockim, na mocy uchwały nr 22/V WRN w Białymstoku z dnia 4 października 1954. W skład jednostki weszły obszary dotychczasowych gromad Zagórze, Skindzierz, Wysokie i Kumiała ze zniesionej gminy Korycin w tymże powiecie. Dla gromady ustalono 10 członków gromadzkiej rady narodowej.
1 stycznia 1958 do gromady Zagórze przyłączono część obszaru zniesionej gromady Zabrodzie (wsie Wyłudy, Wyłudki i Rykaczewo).
31 grudnia 1959 gromadę Zagórze zniesiono, włączając ją do gromad Korycin (wsie Zagórze, Kumiała, Wysokie, Wyłudy, Wyłudki i Rykaczewo) i Chodorówka Nowa (wieś Skindzierz).